# Eileoi
Eileoi (altgriechisch Εἰλεοί) war ein antiker Ort auf der griechischen Hochebene Ilia südlich des Aderes-Gebirges. Der Ort lag in der Hermionis etwa 2 km nordöstlich des heutigen Ortes Iliokastro. Er wurde vermutlich nach den Eileous-Reben (altgriechisch Ειλεούς αμπέλους) benannt.

## Überlieferung und Geschichte
Pausanias berichtete, dass man von Troizen über den Weg, der über das Aderes-Gebirge führte, zunächst Eileoi erreichte. Von hier führte der Weg nach Süden zum Küstenort Thermasia und schließlich zum weiter westlich gelegenen Hermione. In Eileoi gab es Heiligtümer der Demeter und ihrer Tochter Kore. Der von Pausanias beschriebene Weg wurde bis ins 19. Jahrhundert verwendet.
Alexander Philadelpheus vermutete, dass Eileoi schon in spätmykenischer Zeit bewohnt wurde, da er in den Gräbern unterhalb der Akropolis spätmykenische Scherben fand. Der spätere Ort wurde im 7. Jahrhundert v. Chr. gegründet. Die aufgefundenen Tonscherben reichen von der Archaik über die klassische und hellenistische bis in römische Zeit. Man fand aber auch mittelalterliche Keramik.
Der antike Name blieb über die Jahrtausende in dem Namen der Hochebene Ilia erhalten. Der moderne Ort hieß bis zum 9. September 1927 Karakasi und wurde dann nach Eileoi in Iliokastro umbenannt.

## Entdeckung
Der französische Archäologe Jules Martha berichtete 1878, dass ein Bauer aus Didyma an dem Ort Sta Ilia (altgriechisch ᾿ς τὰ ῎Ηλια) eine Stele, die auf drei Seiten mit männlichen Personennamen beschriftet war, aufgefunden hatte. Martha vermutete, dass es sich bei dieser Inschrift (IG IV 747) wahrscheinlich um eine Liste von Initianden, die in den Kult der Demeter eingeführt wurden, handelte. Der griechische Archäologe Alexander Philadelpheus fand 1909 bei Ausgrabungen an dem Ort, den er „Staeilia“ (altgriechisch Σταείλια) nannte, einen Teil der polygonale Umfassungsmauer, Grundmauern von Gebäuden und unterhalb der Akropolis mit großen Steinplatten abgedeckte spätmykenische Gräber. Er veröffentlichte jedoch seine Grabungsergebnisse nie. Andere verorten das antike Eileoi fälschlicherweise jedoch auf einem Hügel 400 m nördlich von Iliokastro. (Koordinaten)

## Beschreibung
Der höchste Punkt bildet der 332 m hohe Kalksteinfelsen im Norden. Hier lag die Akropolis von Eileoi. Von der Westseite verlief die Befestigungsmauer zunächst etwa 30 m nach Westen und wendete sich nach Südwesten und endete nach etwa 118 m an einem Befestigungsturm. An der Ostseite verlief die Mauer erst etwa 13 m nach Osten. Von hier verlief sie etwa 148 m nach Südosten bis zu einem weiteren Turm, wo die Mauer die moderne Straße stößt. Nach Anna Magdalena Blomley verlief von diesem Turm eine Befestigungsmauer nach Südwesten und traf sich mit einer weiteren Mauer, die vom westlichen Turm nach Südosten verlief, zusammen und bildete so ein befestigtes Stadtgebiet von 1,8 ha. Tatsächlich endet die Ostmauer jedoch nicht an der Straße, sondern erst nach weiteren 96 m. Die Südmauer verlief von hier vermutlich geradlinig zum Westturm. Das Stadtgebiet hatte somit eine Größe von etwa 3,0 ha. Entlang den Mauern sind stellenweise trapezförmige Steinquader sichtbar. Innerhalb der Mauern sind zahlreiche Gebäudereste sichtbar. Anhand diesen lässt sich ein schachbrettartiger Verlauf der Straßen rekonstruieren.